# Вальбона (река)
Вальбона (алб. Valbona) — река на севере Албании. Правый приток Дрина.
Исток реки находится в горах Проклетие вблизи границы с Черногорией.
Вальбона протекает через муниципалитет Маргегай (горные села Вальбоне, Драгоби и Шошань), затем возвращается на юг вблизи города Байрам-Цурри, а дальше на юго-запад до впадения в Дрин.
Это одна из самых чистых рек в стране. В долине реки организована заповедная зона.